# Scalpel (Aidan Baker)
Scalpel is een studioalbum van Aidan Baker. Aidan Baker is voornamelijk bekend van dronemuziek binnen de ambient. Dit album wijkt daar van af. Er zijn duidelijk folkinvloeden te horen op dit album. Baker gebruikte zijn stem al eerder in zijn eigen werk, maar de zang van de Canadees is nooit zo duidelijk te horen geweest als op dit album (gegevens 2013). Het album verscheen in een oplage van 500 stuks.

## Musici
- Aidan Baker- gitaar, blokfluit, viool en stem

## Muziek
| Nr. | Titel                                     | Duur  |
| --- | ----------------------------------------- | ----- |
| 1.  | k                                         | 4:57  |
| 2.  | scalpel                                   | 5:17  |
| 3.  | our needs bear no relation to our desires | 11:54 |
| 4.  | indifference                              | 14:45 |
| 5.  | drawn like a moth, slip like a snail      | 11:45 |